# (4361) Нежданова
(4361) Нежданова (лат. Nezhdanova) — типичный астероид главного пояса, открыт 9 октября 1977 года советским астрономом Людмилой Черных в Крымской астрофизической обсерватории и 27 июня 1991 года назван в честь русской и советской оперной певицы Антонины Неждановой.

## Обнаружение и именование
(4361) Нежданова
Открыт 9 октября 1977 года в Научном Л. И. Черных.
Назван в память выдающейся советской певицы, актрисы Большого театра и профессора Московской консерватории Антонины Васильевны Неждановой (1873—1950).
Оригинальный текст (англ.)4361 Nezhdanova
Discovered 1977-10-09 by Chernykh, L. I. at Nauchnyj.
Named in memory of Antonina Vasil'evna Nezhdanova (1873—1950), an outstanding Soviet singer, actress at the Bolshoj Theater and professor at the Moscow Conservatory.
Источники: DISCOVERY.DB; M.P.C. 18458.

## Орбита

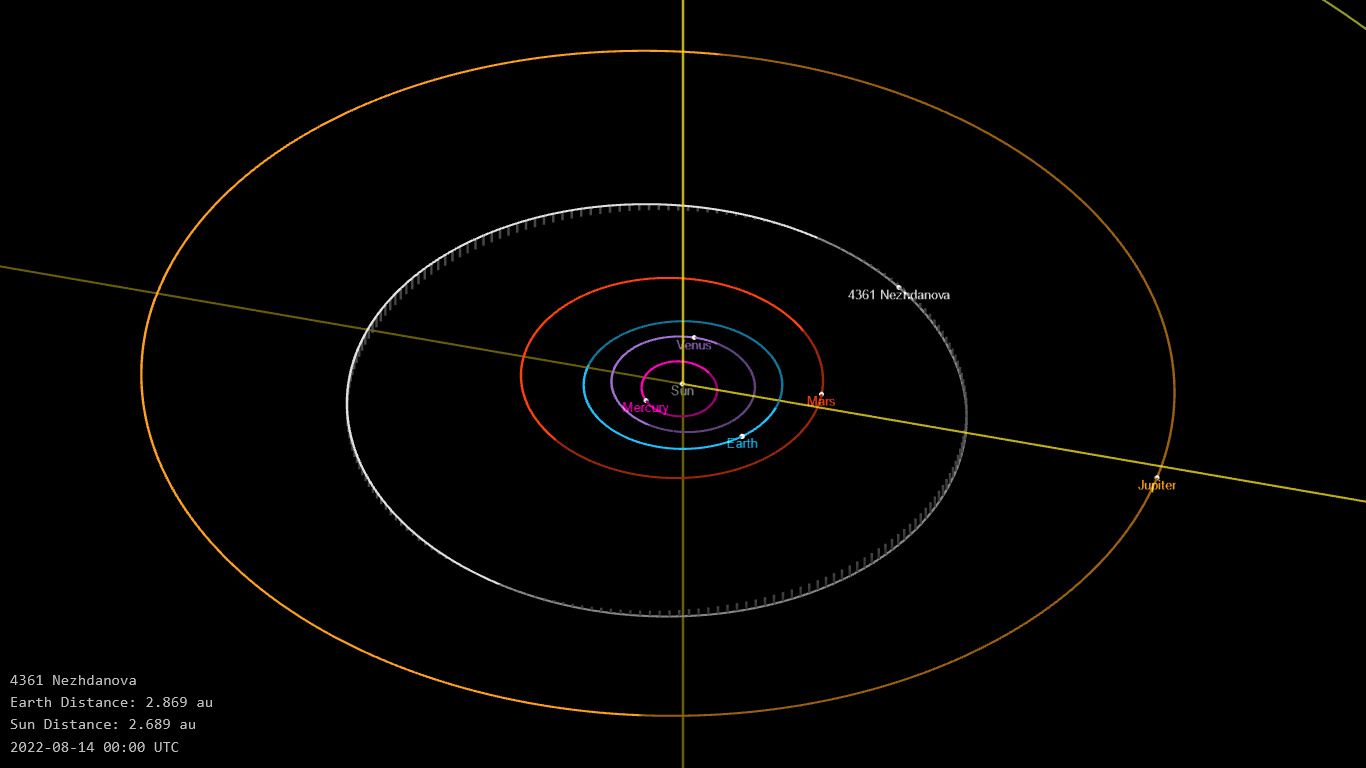
Орбита астероида Нежданова и его положение в Солнечной системе

## Физические характеристики
Из наблюдений системы Asteroid Terrestrial-impact Last Alert System следует, что астероид относится к таксономическому классу C.
По результатам наблюдений в видимом и ближнем инфракрасном диапазоне космического телескопа NEOWISE и наблюдений в инфракрасном диапазоне спутника Akari диаметр астероида оценивался равным 17,079±0,188 км, 23,81±1,29 км, 15,87±6,10 км и 17,59±4,51 км. Согласно тем же источникам альбедо оценивается как 0,0568±0,0104, 0,034±0,004, 0,057±0,010, 0,057±0,066 и 0,047±0,049.